# 藤村ひろ
藤村 ひろ（ふじむら ひろ、9月16日 - ）は、日本の男性声優、俳優、歌手。十音所属。

## 来歴
神奈川県横須賀市出身。日本ナレーション演技研究所卒業。
フリー期間を経てaniworksに所属（2012年〜2015年）。
2023年より合同会社 十音に所属。

## 出演

### 吹き替え
- ロックシュガー（2021年、男子生徒２）
- ブラック・ダイハード（2023年、捜査官１）
- スペシャル・エージェント 特殊工作員（2024年）
- オン・ザ・フロント・ライン 極限戦線（2024年、ズブルッチ）
- ジェスター（2024年、リアム）
- 飛行機に乗っていたら墜落して、凶暴な人食いライオンのいる原野に放り出された件（2024年）
- ロード・トゥ・キングダム ー王への道ー（2025年、シェラリ）
- バンディット －神に選ばれし英雄－（2025年、スナイパー）
- 邪悪な国のアリス（2025年、セイウチ）

### アニメ
- チビ列車ティティポ シリーズ（2018年、エリック、フィックス、テオ）
- ちびっこバス タヨ シリーズ（2019年、パット、ビリー）
- マジックバス タヨ（2021年、グレイ）

### 映画アニメ
- ちびっこバス タヨ - タヨのおもちゃアドベンチャー（2019年、ケビン）
- アイラと雪の女王 小さなプリンセス（2024年、ヘンリー）

### ゲーム
- グランドインテンション・アジャストメント（2020年、クラウディオ）
- インディゴ7（2022年、イシス[2]）

### ドラマCD
- クウソウロードスター (リード)

### 音楽CD
- Song of the promise
- 色褪せないPrecious Memories
- ENDLESS DANCER
- 繋いだ手を護りゆく

### アプリ
- 天使の二丁拳銃 (デルビー)
- 新聞物語
- むげん怪奇探偵団

### デジタルコミック
- りぼんチャンネル
  - 一ノ瀬くんは負けたくない (2021年)
  - バズりたいわたしたち (2021年、宮翔真)

- BLスキップ
  - Ωの総長は誰とも番わない（2021年、織田三月）
  - Ωの総長は誰とも番わない 最強の恋人編（2022年、織田三月）
  - 暗殺者は皇帝の華になる（2023年、李静/雨）

### オーディオブック
- 俺様ツンデレ上司 四居凌久の甘いアプローチ (2024年、四居凌久)

### ナレーション
- よくわかる！日本語能力試験Ｎ１合格テキスト〈聴解〉

### Web番組
- こどものためのクラシック【ソニー音楽財団】（2023年1月27日、YouTube） - 語り 役

### 映像
- ブラックスクール黒白 (2011年、刑事)

### 舞台
- 新聞物語 ～Leading Live～（2018年5月9日 - 5月10日、野方区民ホール） - 神崎 役

### イベント
| 出演日         | タイトル                                               | 会場                 |
| -------------- | ------------------------------------------------------ | -------------------- |
| 2023年10月15日 | えほんとおんがく“「べんとうべんたろう」と２台のピアノ” | 千葉市若葉文化ホール |